# Northumberland (Pensilvania)
Northumberland es un borough ubicado en el condado de Northumberland en el estado estadounidense de Pensilvania. En el año 2000 tenía una población de 3.714 habitantes y una densidad poblacional de 913.4 personas por km².

## Geografía
Northumberland se encuentra ubicado en las coordenadas 40°53′38″N 76°48′16″O / 40.89389, -76.80444.

## Demografía
Según la Oficina del Censo en 2000 los ingresos medios por hogar en la localidad eran de $31,891 y los ingresos medios por familia eran $38,807. Los hombres tenían unos ingresos medios de $31,162 frente a los $22,203 para las mujeres. La renta per cápita para la localidad era de $18,229. Alrededor del 7.7% de la población estaba por debajo del umbral de pobreza.